# Nicolaus Dedelow
Nicolaus Dedelow (* 14. Jahrhundert oder 15. Jahrhundert in Hamburg; † nach 23. April 1485 in Greifswald) war ein katholischer Theologe und Hochschullehrer.

## Leben
Der wahrscheinlich aus Hamburg stammende Nicolaus Dedelow begann im April 1427 ein Studium an der Universität Rostock, wo er 1429 Bakkalaureus und 1432/1433 Magister artium wurde. Über seinen folgenden Aufenthalt und seine Tätigkeit ist nichts bekannt. 
Im Sommer 1458 wurde er in die Artistenfakultät der Universität Greifswald aufgenommen und war in der folgenden Zeit mehrfach deren Dekan. 1461 wurde er bacc. theol. und hielt in der theologischen Fakultät Vorlesungen. Dem Kollegiatstift am Dom St. Nikolai gehörte er als Kanoniker und Kantor an.
Im Wintersemester 1462/1463 war Nicolaus Dedelow Vizerektor der Universität, während Swantibor (1454–1464) von Pommern ehrenhalber das Rektorat bekleidete. Nach der Ermordung des Greifswalder Bürgermeisters Heinrich Rubenow in der Silvesternacht 1462 kam es in Greifswald zu Unruhen. Ob Dedelow einer der streitenden Parteien angehörte ist nicht feststellbar. Während der Pestepidemie 1464 in Greifswald ging er nach Magdeburg, wo er Kanoniker und Lector secundarius (Zweiter Prediger) am Domkapitel war. 
Ende 1469 kehrte er nach Greifswald zurück, wo er sich nun verstärkt der Theologie zuwandte. Dedelow wurde 1476 Lizentiat und 1480 Doktor der Theologie. In den Jahren 1474/1475 und 1480/1481 war er Rektor der Hochschule und 1481 deren Vizekanzler. In seiner zweiten Amtszeit als Rektor kam es im März 1481 zu tätlichen Angriffen auf den Camminer Bischof Marinus de Fregeno. Der aus Italien stammende Bischof war von Papst Sixtus IV. eingesetzt worden und der Bevölkerung der Eintreibung der Türkensteuer und des Ablasshandels wegen verhasst, während Dedelow und der Bürgermeister Nicolaus Schmiterlow zu dessen Anhängern gehörten. Im Streit um die Einführung neuer Unterrichtsformen nach dem Vorbild der Universität von Paris in der Artistenfakultät unterstützte er mit Schmiterlow das die Veränderungen ablehnende Collegium minor. Aus dem durch Herzog Bogislaw X. 1484 zu Anklam erzwungenen Vergleich ging Dedelows Partei als eigentlicher Gewinner hervor.